# میانگین‌های فیثاغورثی

شکل هندسی میانگین درجه دوم و فیثاغورث (از دو عدد a و b). میانگین همساز با H ، هندسی با G ، حسابی با A و میانگین درجه دوم (همچنین با عنوان جذر میانگین مربعات نیز شناخته می‌شود) که با Q نشان داده شده است.

در ریاضیات، سه میانگین فیثاغورثی، (به انگلیسی: Pythagorean means) کلاسیک عبارتند از میانگین حسابی (AM)، میانگین هندسی (GM) و میانگین همساز (HM). این میانگین‌ها به دلیل اهمیت آنها در هندسه و موسیقی توسط فیثاغورثی‌ها و نسل‌های بعدی ریاضیدانان یونانی به‌صورت مفصل مورد مطالعه قرار گرفتند.

## تعریف
این میانگین‌ها عبارتند از:
{\displaystyle {\begin{aligned}\operatorname {AM} \left(x_{1},\;\ldots ,\;x_{n}\right)&={\frac {x_{1}+\;\cdots \;+x_{n}}{n}}\\[9pt]\operatorname {GM} \left(x_{1},\;\ldots ,\;x_{n}\right)&={\sqrt[{n}]{\left\vert x_{1}\times \,\cdots \,\times x_{n}\right\vert }}\\[9pt]\operatorname {HM} \left(x_{1},\;\ldots ,\;x_{n}\right)&={\frac {n}{\displaystyle {\frac {1}{x_{1}}}+\;\cdots \;+{\frac {1}{x_{n}}}}}\end{aligned}}}

## نابرابری بین میانگین‌ها
ترتیبی برای این سه میانگین وجود دارد (اگر همه {\displaystyle x_{i}} مثبت باشند):
{\displaystyle \min \leq \operatorname {HM} \leq \operatorname {GM} \leq \operatorname {AM} \leq \max }
و زمانی هر سه این میانگین‌ها برابر هستند که اگر و فقط اگر همه {\displaystyle x_{i}}‌ها برابر باشند.